# 奈良市立看護専門学校
奈良市立看護専門学校（ならしりつかんごせんもんがっこう）は、奈良市が奈良県奈良市紀寺町に設置する専修学校。
公益社団法人地域医療振興協会が校舎を建設し、奈良市に無償貸与した上で、更に奈良市からの教育業務を受託する形をとっている。この地域医療振興協会は、市立奈良病院の指定管理者でもある。

## 設置課程・学科
- 医療専門課程
  - 看護学科(3年制)(1学年40人)(総定員120人)

## 臨地実習
当校より徒歩5分の市立奈良病院が主な実習先となっており、その他吉田病院、和楽園、訪問看護ステーション6ヶ所、極楽坊保育園で臨地実習教育が行われている。

## 卒業後の資格
- 専門士（医療専門課程）の称号授与[4]
- 看護師国家試験受験資格
- 保健師、助産師養成学校受験資格
- 四年制大学編入学受験資格

## 看護師国家試験合格率
| 看護師国家試験実施年(卒業年度) | 新卒者のみ(％) | 既卒者含む(％)   | 全国平均(％) |
| ------------------------------ | -------------- | ---------------- | ------------ |
| 2021年度（令和2年度）卒業生    | 97.5           | 97.4             | 90.4         |
| 2020年度（令和元年度）卒業生   | 93.3           | 93.5             | 89.2         |
| 2019年度（平成30年度）卒業生   | 97.0           | 既卒者受験者なし | 89.3         |
| 2018年度（平成29年度）卒業生   | 100.0          | 100.0            | 91.0         |

(この節の出典)

## 交通アクセス
- JR関西本線・桜井線「奈良駅」・近鉄奈良線「近鉄奈良駅」より奈良交通「天理駅行」バス乗車、「南方町」停留所下車、北方向へ徒歩1分
- JR桜井線「京終駅」より東方向へ徒歩5分

## 周辺
- 春日自動車学校
- 市立奈良病院
- 奈良紀寺郵便局